# Nyctemera kiriwana
Nyctemera kiriwana är en fjärilsart som beskrevs av Sharp 1917. Nyctemera kiriwana ingår i släktet Nyctemera och familjen björnspinnare. Inga underarter finns listade i Catalogue of Life.